# Resolutie 1667 Veiligheidsraad Verenigde Naties
Resolutie 1667 van de Veiligheidsraad van de Verenigde Naties werd unaniem door de VN-Veiligheidsraad aangenomen op 31 maart 2006 en verlengde de VN-vredesmacht in Liberia met een half jaar.

## Achtergrond
Na de hoogtijdagen onder het decennialange bestuur van William Tubman, die in 1971 overleed, greep Samuel Doe de macht. Diens dictatoriale regime ontwrichtte de economie en er ontstonden rebellengroepen tegen zijn bewind, waaronder die van de latere president Charles Taylor. In 1989 leidde de situatie tot een burgeroorlog waarin de president vermoord werd. De oorlog bleef nog doorgaan tot 1996. Bij de verkiezingen in 1997 werd Charles Taylor verkozen en in 1999 ontstond opnieuw een burgeroorlog toen hem vijandige rebellengroepen delen van het land overnamen. Pas in 2003 kwam er een staakt-het-vuren en werden VN-troepen gestuurd. Taylor ging in ballingschap en de regering van zijn opvolger werd al snel vervangen door een overgangsregering. In 2005 volgden opnieuw verkiezingen, waarna Ellen Johnson-Sirleaf de nieuwe president werd.

## Inhoud

### Waarnemingen
De Veiligheidsraad verwelkomde de inauguratie van president Ellen Johnson-Sirleaf en de installatie van de nieuwe regering van Liberia.
Intussen was in dat land nog veel werk voor de boeg voor de herintegratie en repatriëring van ex-strijders, de hervorming van de veiligheidssector en de handhaving van de stabiliteit in het land en de subregio.
Voorts was ook voormalig president Charles Taylor inmiddels in bewaring bij het Speciaal Hof voor Sierra Leone.

### Handelingen
De Veiligheidsraad verlengde het mandaat van de VN-Missie in Liberia (UNMIL) tot 30 september 2006. Meteen werd ook paragraaf °6 van resolutie 1626 — die het maximale aantal troepen tijdelijk optrok tot 15.250 — mee verlengd.

## Verwante resoluties
- Resolutie 1638 Veiligheidsraad Verenigde Naties (2005)
- Resolutie 1647 Veiligheidsraad Verenigde Naties (2005)
- Resolutie 1683 Veiligheidsraad Verenigde Naties
- Resolutie 1689 Veiligheidsraad Verenigde Naties

Lijst ·  1652 ·  1653 ·  1654 ·  1655 ·  1656 ·  1657 ·  1658 ·  1659 ·  1660 ·  1661 ·  1662 ·  1663 ·  1664 ·  1665 ·  1666 ·  1667 ·  1668 ·  1669 ·  1670 ·  1671 ·  1672 ·  1673 ·  1674 ·  1675 ·  1676 ·  1677 ·  1678 ·  1679 ·  1680 ·  1681 ·  1682 ·  1683 ·  1684 ·  1685 ·  1686 ·  1687 ·  1688 ·  1689 ·  1690 ·  1691 ·  1692 ·  1693 ·  1694 ·  1695 ·  1696 ·  1697 ·  1698 ·  1699 ·  1700 ·  1701 ·  1702 ·  1703 ·  1704 ·  1705 ·  1706 ·  1707 ·  1708 ·  1709 ·  1710 ·  1711 ·  1712 ·  1713 ·  1714 ·  1715 ·  1716 ·  1717 ·  1718 ·  1719 ·  1720 ·  1721 ·  1722 ·  1723 ·  1724 ·  1725 ·  1726 ·  1727 ·  1728 ·  1729 ·  1730 ·  1731 ·  1732 ·  1733 ·  1734 ·  1735 ·  1736 ·  1737 ·  1738